# Campionati del mondo di atletica leggera 2023 - Salto triplo maschile
Le gare del salto triplo maschile dei Campionati del mondo di atletica leggera 2023 si sono svolte il 19 e 21 agosto 2023 al Centro nazionale di atletica leggera di Budapest, in Ungheria.

## Podio
| Pos.    | Atleta               | Nazionalità  | Prestazione |
| ------- | -------------------- | ------------ | ----------- |
| Oro     | Hugues Fabrice Zango | Burkina Faso | 17,64 m     |
| Argento | Lázaro Martínez      | Cuba         | 17,41 m     |
| Bronzo  | Cristian Nápoles     | Cuba         | 17,40 m     |

## Situazione pre-gara

### Record
Prima di questa competizione, il record del mondo (RM) e il record dei campionati (RC) erano i seguenti.
| Record                | Prestazione | Atleta                         | Data                           | Competizione  |
| --------------------- | ----------- | ------------------------------ | ------------------------------ | ------------- |
| Record mondiale       | 18,29 m     | Jonathan Edwards Gran Bretagna | 7 agosto 1995 Göteborg, Svezia | Mondiali 1995 |
| Record dei campionati | 18,29 m     | Jonathan Edwards Gran Bretagna | 7 agosto 1995 Göteborg, Svezia | Mondiali 1995 |

### Campioni in carica
Il campione in carica, a livello mondiale e olimpico, era:
| Campionessa | Atleta                    | Prestazione | Data                               | Competizione         |
| ----------- | ------------------------- | ----------- | ---------------------------------- | -------------------- |
| Olimpico    | Pedro Pichardo Portogallo | 17,98 m     | 5 agosto 2021 Tokyo, Giappone      | Giochi olimpici 2021 |
| Mondiale    | Pedro Pichardo Portogallo | 17,95 m     | 23 luglio 2022 Eugene, Stati Uniti | Mondiali 2022        |

### La stagione
Prima di questa gara, gli atleti con le migliori tre prestazioni dell'anno erano:
| Pos. | Atleta                            | Prestazione | Data                                              |
| ---- | --------------------------------- | ----------- | ------------------------------------------------- |
| 1    | Jaydon Hibbert Giamaica           | 17,87 m     | 13 maggio 2023 Los Angeles, Stati Uniti d'America |
| 2    | Hugues Fabrice Zango Burkina Faso | 17,81 m     | 5 maggio 2023 Doha, Qatar                         |
| 3    | Andy Díaz Italia                  | 17,75 m     | 2 giugno 2023 Firenze, Italia                     |

## Programma
Il programma è stato il seguente. Ora locale (UTC+2).
| Data      | Ora   | Evento         |
| --------- | ----- | -------------- |
| 19 agosto | 19:37 | Qualificazione |
| 21 agosto | 19:40 | Finale         |

## Risultati

### Qualificazione
Gli atleti con la misura di 17,15 metri ( Q ) o i migliori 12 ( q ) si qualificano per la finale.
| Class | Gruppo | Nome                   | Nazione       | Turno | Turno | Turno | Misura | Note |
| Class | Gruppo | Nome                   | Nazione       | 1     | 2     | 3     | Misura | Note |
| ----- | ------ | ---------------------- | ------------- | ----- | ----- | ----- | ------ | ---- |
| 1     | B      | Jaydon Hibbert         | Giamaica      | 16.99 | 17.70 |       | 17.70  | Q    |
| 2     | A      | Zhu Yaming             | Cina          | 17.14 | –     | –     | 17.14  | q    |
| 3     | B      | Lázaro Martínez        | Cuba          | 16.65 | 16.50 | 17.12 | 17.12  | q    |
| 4     | A      | Hugues Fabrice Zango   | Burkina Faso  | 17.12 | –     | –     | 17.12  | q    |
| 5     | A      | Cristian Nápoles       | Cuba          | x     | 16.82 | 16.95 | 16.95  | q    |
| 6     | B      | Yasser Triki           | Algeria       | 16.95 | –     | –     | 16.95  | q    |
| 7     | A      | Emmanuel Ihemeje       | Italia        | 16.91 | 16.54 | –     | 16.91  | q    |
| 8     | B      | Fang Yaoqing           | Cina          | 16.83 | 16.80 | x     | 16.83  | q    |
| 9     | B      | Tiago Pereira          | Portogallo    | x     | x     | 16.77 | 16.77  | q    |
| 10    | B      | Will Claye             | Stati Uniti   | 16.72 | 16.71 | 16.25 | 16.72  | q    |
| 11    | B      | Leodan Torrealba       | Venezuela     | 16.72 | x     | 16.54 | 16.72  | q    |
| 12    | A      | Chris Benard           | Stati Uniti   | x     | x     | 16.71 | 16.71  | q    |
| 13    | A      | Tobia Bocchi           | Italia        | 16.20 | 16.18 | 16.66 | 16.66  |      |
| 14    | A      | Jean-Marc Pontvianne   | Francia       | x     | 16.64 | 15.93 | 16.64  |      |
| 15    | A      | Abdulla Aboobacker     | India         | 16.61 | 16.60 | 16.60 | 16.61  |      |
| 16    | A      | Necati Er              | Turchia       | x     | 16.59 | 16.32 | 16.59  |      |
| 17    | B      | Su Wen                 | Cina          | x     | x     | 16.59 | 16.59  |      |
| 18    | B      | Max Heß                | Germania      | 16.48 | x     | 16.28 | 16.48  |      |
| 19    | A      | Hikaru Ikehata         | Giappone      | 16.00 | 16.40 | 15.99 | 16.40  |      |
| 20    | B      | Praveen Chithravel     | India         | 16.38 | 16.28 | 16.32 | 16.38  |      |
| 21    | A      | Almir dos Santos       | Brasile       | 16.16 | 16.09 | 16.34 | 16.34  |      |
| 22    | B      | Donald Scott           | Stati Uniti   | x     | 16.33 | 16.30 | 16.33  |      |
| 23    | A      | Dimitrios Tsiamis      | Grecia        | 15.99 | 15.95 | 16.22 | 16.22  |      |
| 24    | A      | Kim Jang-woo           | Corea del Sud | 15.89 | 16.19 | 16.21 | 16.21  |      |
| 25    | A      | Enzo Hodebar           | Francia       | 16.17 | x     | x     | 16.17  |      |
| 26    | B      | Aaro Davidila          | Finlandia     | x     | 15.64 | 15.81 | 15.81  |      |
| 27    | B      | Nikolaos Andrikopoulos | Grecia        | 15.77 | x     | x     | 15.77  |      |
| 28    | A      | Luis Reyes             | Cile          | 15.75 | x     | x     | 15.75  |      |
| 29    | B      | Eldhose Paul           | India         | 15.59 | 15.33 | 15.31 | 15.59  |      |
| 30    | B      | Dániel Szenderffy      | Ungheria      | 15.18 | x     | 15.38 | 15.38  |      |
| 31    | A      | Andreas Pantazis       | Grecia        | x     | 14.67 | x     | 14.67  |      |
| -     | A      | Alexis Copello         | Azerbaigian   | x     | x     | –     | nm     |      |
| -     | A      | Julian Konle           | Australia     | x     | x     | x     | nm     |      |
| -     | A      | Jah-Nhai Perinchief    | Bermuda       | x     | r     |       | nm     |      |
| -     | A      | Geiner Moreno          | Colombia      | x     | x     | x     | nm     |      |
| -     | A      | Pedro Pichardo         | Portogallo    | dns   | dns   | dns   | dns    | dns  |

### Finale
Risultati:
| Pos | Atleta               | Nazionalità  | 1ª prova | 2ª prova | 3ª prova | 4ª prova | 5ª prova | 6ª prova | Risultato | Note                                     |
| --- | -------------------- | ------------ | -------- | -------- | -------- | -------- | -------- | -------- | --------- | ---------------------------------------- |
|     | Hugues Fabrice Zango | Burkina Faso | 17.37    | x        | 17.28    | 17.36    | 17.64    | x        | 17.64     |                                          |
|     | Lázaro Martínez      | Cuba         | x        | 17.41    | 16.55    | x        | x        | 16.83    | 17.41     |                                          |
|     | Cristian Nápoles     | Cuba         | x        | 17.02    | x        | 17.40    | x        | x        | 17.40     | Miglior prestazione personale            |
| 4   | Zhu Yaming           | Cina         | x        | 17.12    | 16.53    | x        | 17.07    | 17.15    | 17.15     |                                          |
| 5   | Yasser Triki         | Algeria      | 16.96    | 16.98    | 17.01    | x        | 16.63    | x        | 17.01     |                                          |
| 6   | Fang Yaoqing         | Cina         | 16.89    | 17.01    | 16.56    | x        | –        | 15.61    | 17.01     |                                          |
| 7   | Will Claye           | Stati Uniti  | 16.71    | 16.99    | x        | x        | 16.89    | x        | 16.99     | Miglior prestazione personale stagionale |
| 8   | Emmanuel Ihemeje     | Italia       | 16.27    | 16.84    | x        | 16.91    | 16.74    | 16.56    | 16.91     |                                          |
| 9   | Chris Benard         | Stati Uniti  | 16.21    | 16.62    | 16.03    |          |          |          | 16.62     |                                          |
| 10  | Leodan Torrealba     | Venezuela    | 16.39    | 16.36    | 16.58    |          |          |          | 16.58     |                                          |
| 11  | Tiago Pereira        | Portogallo   | 16.26    | x        | x        |          |          |          | 16.26     |                                          |
| -   | Jaydon Hibbert       | Giamaica     | x        | –        | –        |          |          |          | nm        |                                          |